# Катакомби Рима
Катако́мби Рима (італ. Catacombe di Roma, лат. Catacumbae Romanae) — мережа античних підземних ходів, загальною завдовжки 150–170 кілометрів, де було зроблено близько 750 000 поховань у період раннього християнства. Більшість з них розташована вздовж Аппієвої дороги біля Рима. Характерними для вирубаних у туфі катакомбів є висічені в стінах прямокутні ніші (лат. loculi) різної величини, призначені для одного, двох, або декількох померлих. Нині майже усі ніші катакомб відкриті та порожні, проте збереглися й закриті, наприклад, у катакомбах Панфіла.

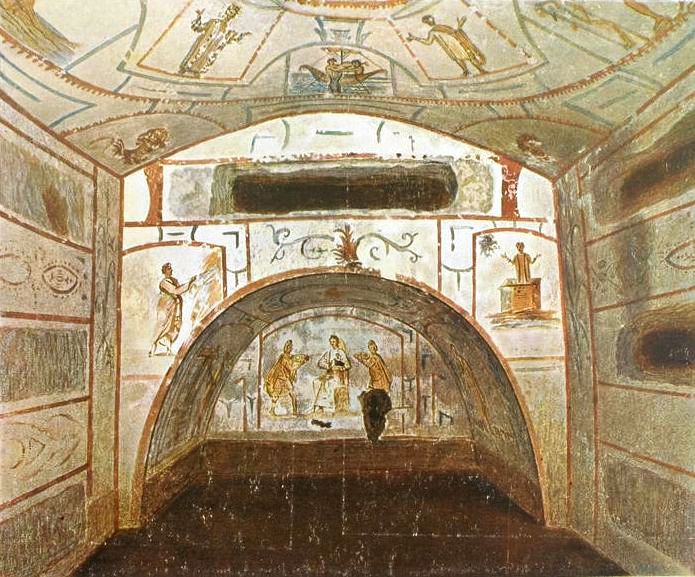
Катакомби святих Петра і Марцелліна. Йосип Вільперт, 1903 р.

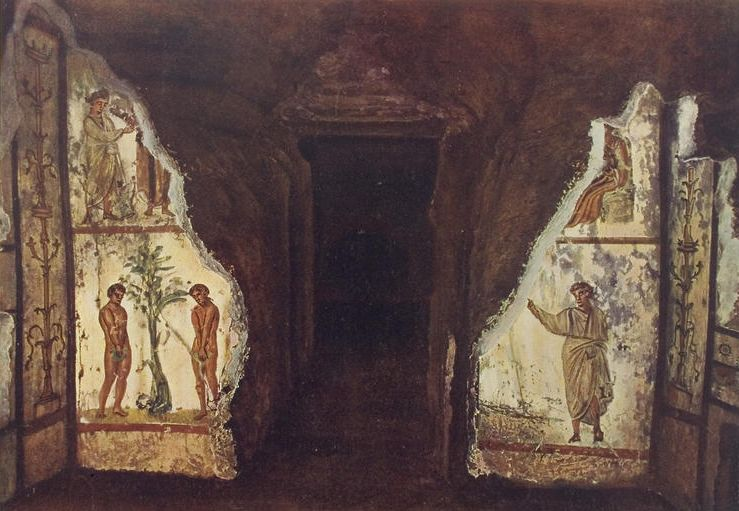
Фрагмент катакомби свв. Петра і Марцелліна:
ліворуч — Адам і Єва, праворуч — Оранта

## Історія

### Термін «катакомби»
Сама назва «катакомби» (лат. catacomba) не є первісною їх назвою — давні римляни надавали перевагу слову «цеметерій» (лат. coemeterium — «покої»). Лише один цеметерій святого Себастьяна мав назву ad catacumbas (від грец. katakymbos — «поглиблення»). Оскільки в середньовіччі лише ці «катакомби» були відомі та доступні, то всі підземні поховання почали називати катакомбами.

### Перші катакомби
Перші катакомби біля воріт Рима виникли ще в дохристиянську епоху, як, наприклад, юдейські катакомби (італ. Catacombe Ebraiche) на Аппієвій дорозі. Щодо їхнього походження немає єдиної точки зору: існує гіпотеза, що вони просто залишки давніх каменоломень і підземних шляхів; проте і поширена гіпотеза Джованні Батіста де-Россі та його послідовників про те, що катакомби суто християнська споруда, оскільки вузькі ходи несприятливі для вивантаження із них каміння — а сама порода аж ніяк не придатна для будівництва.

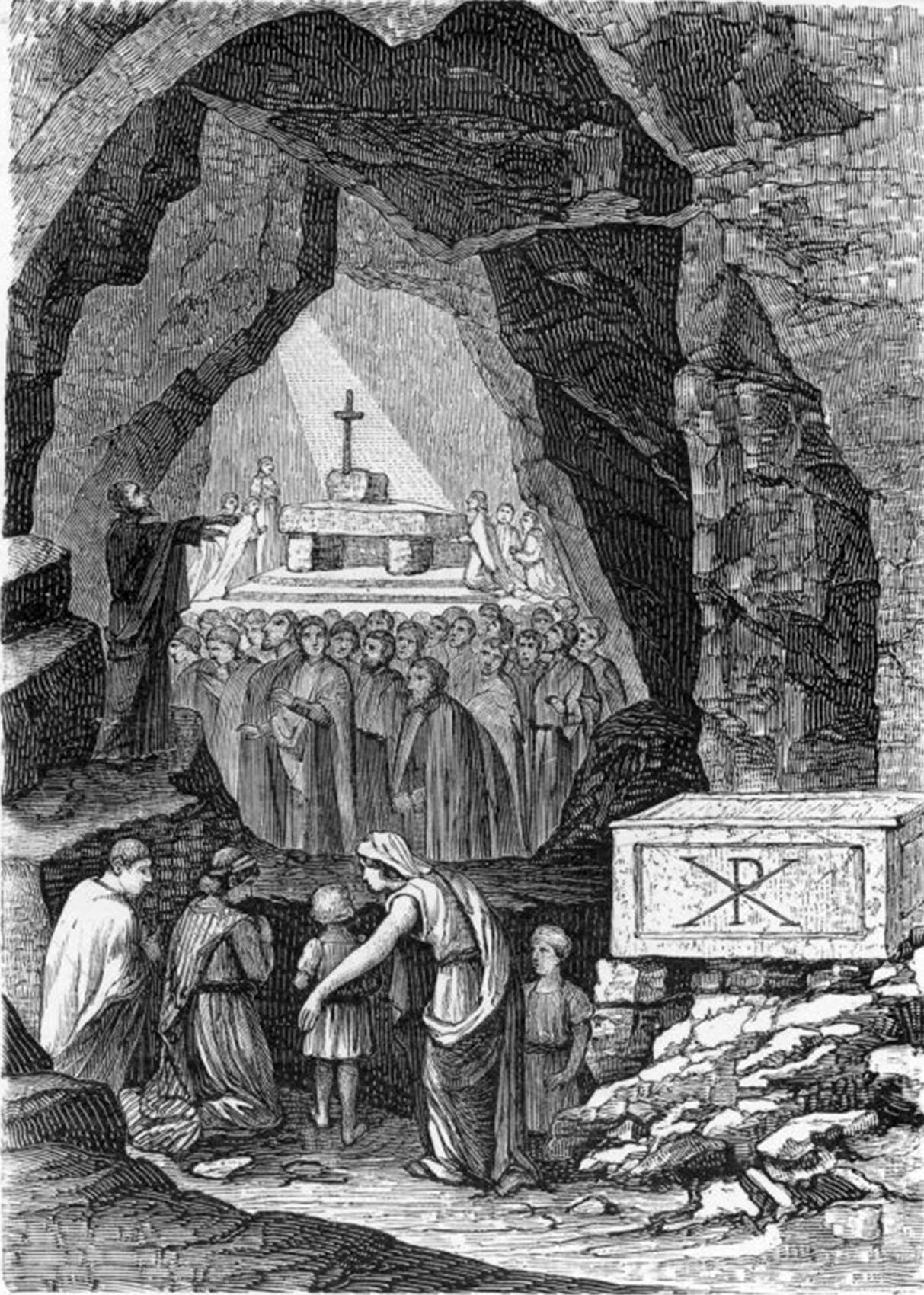
Ранньохристиянське богослужіння в катакомбах святого Калліста
(гравюра XIX століття).

### Виникнення поховань
Поховання в катакомбах утворювалися із приватних земельних володінь: римські власники на своїх ділянках влаштовували або одиночні могили, або ж навіть цілий родинний склеп, куди допускали спадкоємців і близьких, детально визначаючи коло значущих їм осіб та права цих на могилу. Їхні нащадки, з черги, котрі наверталися в християнство, допускали до поховання вже і єдиновірців на власних ділянках. Про це свідчать у катакомбах такі написи: «Родинна усипальня Валерія Меркурія, Юлітта Юліана і Квінтілія, для поважних його відпущеників і нащадків того ж віросповідання, що я сам», і «Марк Антоній Рестут побудував склеп для себе і для своїх близьких, котрі вірять у Господа».
Підземні ходи, сполучені один з одним численними галереями, відповідали кордонам володінь і таким чином утворювали свого роду ґрати, як, наприклад, катакомби святого Калліста. Проте бували й катакомби-відгалуження від основного ходу — інколи висотою навіть у декілька поверхів.
Християни перейняли в II столітті звичай ховати померлих у катакомбах — зокрема мучеників і жертв гонінь при язичницьких імператорах. Проте катакомби не обов'язково бували місцем укриття християн. Християнська традиція справляння поминальних літургій на мощах святих походить від відправлення богослужінь у катакомбах на трунах мучеників.
До катакомб входили також гіпогеуми (від лат. hypogeum) — приміщення релігійного призначення з досі точно не встановленою функцією, а також часто невелика зала для учти, зала для зборів і декілька шахт для освітлення (лат. luminare). В «Апостольських постановах» (бл. V століття) міститься пряма вказівка на зустрічі ранніх християн у катакомбах: «…без нагляду збирайтеся в усипальницях, здійснюючи читання священних книг і співаючи псалми за померлими мучениками і всіма від віку святими, і за братами своїми, померлими в Господі. І вместообразну приємну євхаристію царського тіла Христова приносьте в церквах своїх і в усипальнях…». Про сталу традицію здійснювати богослужіння в катакомбах свідчить один з написів, знайдених в XVI столітті Цезарем Баронієм в катакомбах святого Калліста: «Які гіркі часи, ми не можемо здійснювати в безпеці таїнств і навіть молитися в наших печерах!».
До V століття давні катакомби було істотно розширено й побудовано нові.

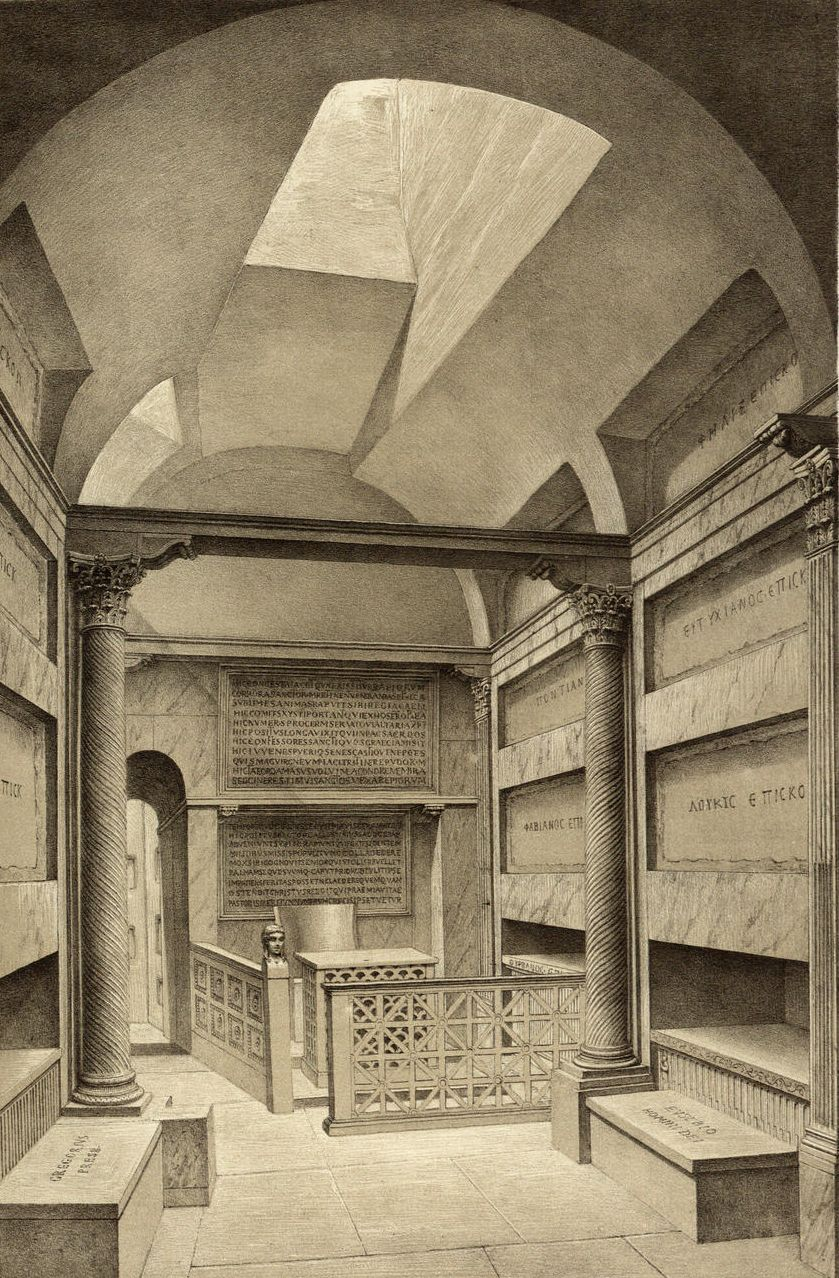
Реконструкція кубікули в катакомбах святого Калліста
(Джованні Батіста де-Россі, 1867 рік.)

### Історичні свідоцтва
Найраннішими (IV століття) історичними джерелами інформації про римські катакомби є твори Єроніма Стридонського і Пруденція. Єронім, вихований у Римі, залишив про свої відвідування катакомб такі нотатки:
| Разом зі своїми товаришами-однолітками я мав звичай по недільних днях відвідувати гробниці апостолів і мучеників, спускатися часто в печери, вириті в глибині землі, в стінах яких по обох боках лежать тіла померлих, і в яких така темрява, що тут майже збувається цей пророчий вислів: «нехай зійдуть вони до шеолу живими» (Пс.54:16 [Архівовано 11 листопада 2021 у Wayback Machine.]). Зрідка світло, що впускається згори, стримує жах мороку, так що отвір, через який воно входить, краще назвати шпариною, ніж вікном. |

Опис Ієроніма доповнює написаний приблизно в той же період твір Пруденція «Страждання блаженнійшого мученика Іпполіта»:
| Недалеко від того місця, де закінчується міський вал, на обробленій місцевості, що примикає до нього, відкриває свої темні ходи глибока крипта. Похила стежка, звиваючись, веде в цей притулок, позбавлений світла. Денне світло проникає в крипту через вхід, а в звивистих галереях її вже в декількох кроках від входу чорніє темна ніч. Втім, в ці галереї кидають ясні промені згори отвори, прорубані в склепінні крипти; і хоча в крипті зустрічаються там і тут темні місця, проте через зазначені отвори значне світло освітлює внутрішність висіченого простору. Таким чином дається можливість під землею бачити світло відсутнього сонця і насолоджуватися його сяйвом. У такому тайнику ховається тіло Іполіта, біля якого споруджується жертовник для божественних священнодіянь. |

### «Занепад» катакомб
З IV століття катакомби втрачають своє значення й не використовуються для поховань. Останнім римським єпископом, похованим там, був папа Мильтіад; його наступник Сільвестр уже був похований у базиліці Сан Сільвестро ін Капіте. У V столітті поховання в катакомбах зовсім припинилися: з цього періоду катакомби набувають популярності у паломників, які, прагнучи помолитися на могилах апостолів, мучеників і сповідників, відвідували катакомби та залишаючи на їхніх стінах (особливо біля гробниць з мощами святих) різноманітні зображення й написи. Декотрі описували свої враження про відвідування катакомб у нотатках, що залишилися одним із джерел інформації для вивчення катакомб.
Зменшення інтересу до катакомб зумовило поступове вилучення з них мощей святих. 537 року під час облоги міста Вітігесом мощі з гробниць святих перенесли до міських церков. Це було перше вилучення реліквій з катакомб. Такі записи хроністів повідомляють про масштабніші акції:
- папа Боніфацій IV з нагоди освячення Пантеону вивіз з катакомб тридцять два вози з мощами святих;
- за папи Пасхалія I, згідно з написом у базиліці Санта Прасседе, з катакомб було вилучено дві тисячі триста мощей святих.[5]

### Відкриття і вивчення катакомб

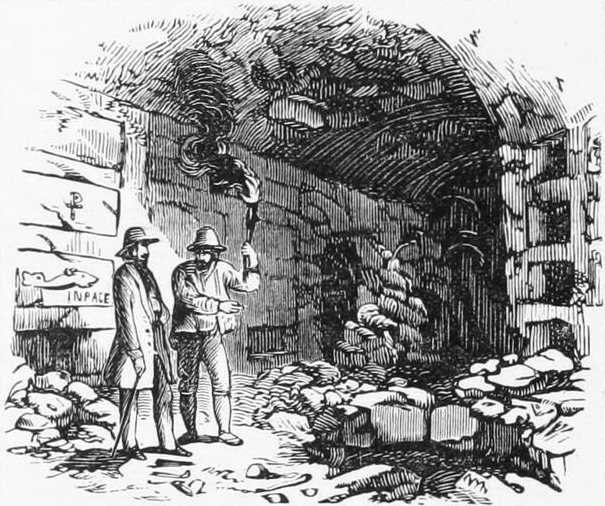
Дослідники в катакомбах
(ілюстрація до «Історії Рима» М. Йондж, 1880)

З кінця IX століття відвідування римських катакомб — у яких вже не було мощей, що привертали паломників, — практично припинилися: в XI—XII століттях описані лише поодинокі випадки подібних відвідин. Практично на 600 років про відомий в християнському світі некрополь забувають — і лише в XVI столітті вивчати катакомби почав Онуфрій Панвініо, професор-теолог та бібліотекар папської бібліотеки. Дослідивши ранньохристиянські й середньовічні писемні джерела, він склав перелік 43 римських поховань (книга вийшла в 1568 р.) — проте вхід вдалося знайти лише в катакомби святих Себастьяна, Лаврентія і Валентина.
Знову про римські катакомби стало відомо після того, як 31 травня 1578 року робітники, зайняті на земляних роботах на Соляній дорозі, наштовхнулися на кам'яні плити, вкриті давніми написами і зображеннями. У той час вирішили, що це катакомби Прісцилли (насправді coemeterium Iordanorum ad S. Alexandrum). Незабаром після відкриття вони були поховані під завалом і заново розкопані лише в 1921 році.
Пізніше катакомби досліджував Антоніо Бозіо (бл. 1576—1629), який у 1593 році вперше спустився в катакомби Домітілли. Усього ним було відкрито близько 30 цеметеріїв (розкопок Бозіо не проводив), результати своєї роботи він описав в тритомному творі «Підземний Рим» (лат. Roma sotterranea), що вийшов у світ вже після його смерті. Бозіо найняв двох художників, які виготовили копії зображень катакомб. Їхні роботи виявилися частково неточними і помилковими: Добрий Пастир був прийнятий за селянку, Ной в ковчезі — за мученика, що молиться, а отроки в пещі вогняній — за сцену Благовіщення.
Повномасштабні дослідницькі роботи в катакомбах почалися тільки з XIX століття, коли вийшли в світ роботи, присвячені їхнім історії та живопису. До таких робіт відносяться твори Джузеппе Маркі, Джованні Батіста де-Россі (відкрив катакомби святого Калліста), монументальний твір А. Фрікена «Римські катакомби і пам'ятники первинного християнського мистецтва» (1872—85 роки). В кінці XIX століття російський художник-аквареліст Ф. П. Рейман (1842—1920) за 12 років роботи створив більше 100 листів копій найкраще збережених катакомбних фресок.
В 1903 році вийшла книга дослідника Йосипа Вільперта (1857—1944) «Живопис катакомб Рима» (нім. Die Malerei der Katakomben Roms), у якій він представив перші фотографії фресок з катакомб (чорно-білі фотографії Вільперт особисто розфарбував в кольори оригінальних зображень).
З 1929 року (після Латеранських угод) катакомбами і дослідженнями, що в них проводяться керує Папська Комісія священної археології, створена за пропозицією де Россі ще в 1852 році. Інститут християнської археології при комісії займається охороною і збереженням відкритих катакомб, а також дослідженням живопису і подальшими розкопками. Задачами дослідників римських катакомб залишається тлумачення іконографії катакомбного живопису, а також відкриття нових поховань і нових ділянок невідомих катакомб. Так у 1955 році завдяки Антоніо Ферруа були відкриті катакомби на Віа Латіна. Остання знахідка до того невідомого поховання відбулася в 1994 році після обвалу підлоги в підвалі: були виявлені довгий коридор з цистерною, кругла кубікула і античний вхід.

## Похоронні обряди

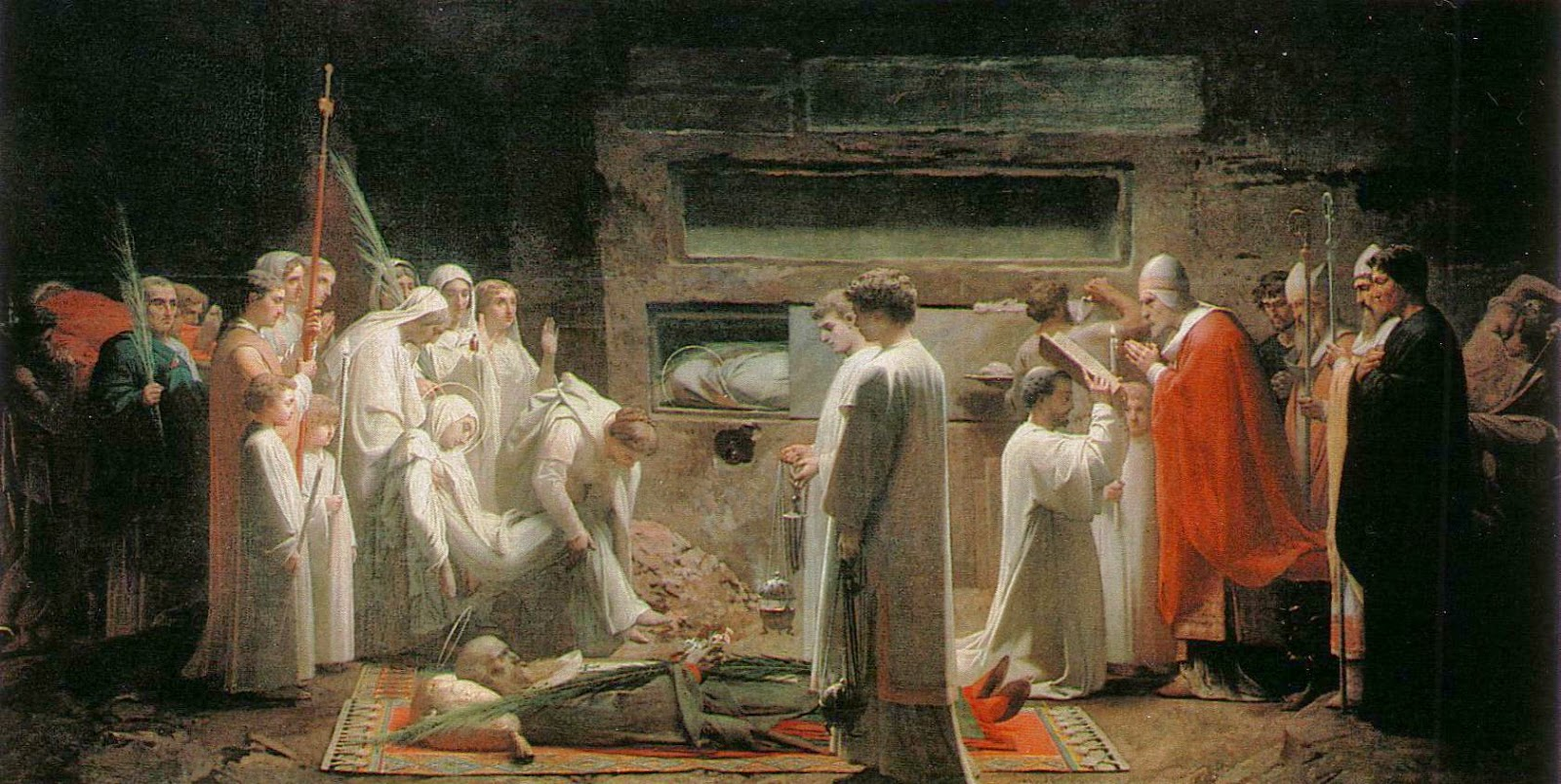
Поховання мучеників в катакомбах (Ш. Ленепвьо, 1855 рік)

Катакомби в II—IV століттях використовувалися християнами для проведення релігійних обрядів і здійснення поховань, оскільки община вважала своїм обов'язком ховати єдиновірців тільки серед своїх. Похорони в перших християн були простими: заздалегідь обмите і вимащене різними пахощами тіло закутували в саван (бальзамування з очищенням нутрощів древні християни не допускали) — і клали в ніші. Потім нішу закривали мармуровою плитою і в більшості випадків замуровували цеглою. На плиті було написано ім'я померлого (іноді тільки окремі букви або цифри), а також християнський символ або побажання покою на небесах. Епітафії були вельми лаконічними: «Мир з тобою», «Спочивай у світі Господа» і т. ін. Частину плити покривали цементним розчином, в який також кидали монети, невеликі фігурки, кільця, перлові намиста. Частенько поруч залишали олійні лампи або маленькі посудини з пахощами. Число таких предметів було доволі високим: попри розграбування ряду поховань в одних лише катакомбах святої Агнеси було знайдено близько 780 предметів, покладених разом з покійними в гробницю.
Християнські поховання в катакомбах майже в точності відтворювали єврейські поховання і не відрізнялися в очах сучасників від єврейських кладовищ в околицях Рима. На думку дослідників, ранньохристиянські епітафії («Почити в мирі», «Почити в Бозі») в катакомбах повторюють юдейські погребальні формули: bi-shalom, bi-adonai.
Управлінням і підтриманням порядку в катакомбах займались спеціальні служники — фоссори (лат. Fossorius, Fossorii). Також до їх обов'язків належала підготовка місць для поховань і посередництво між продавцями і покупцями могил: «Ділянка придбана для влаштування бісому для Артемізія. Вартість, 1500 фолій, виплачена фоссору Хілару, при свідоцтві фоссорів Севера і Лаврентія». Їх зображення також часто зустрічаються в катакомбному живописі: їх зображають за роботою або стоячки зі наряддям своєї праці, серед яких виділяються сокира, кайло, лом і глиняна лампа для освітлення темних коридорів. Сучасні фоссори беруть участь в подальших розкопках катакомб, слідкують за порядком і проводять вчених і цікавих по неосвітленим коридорам.

### Форми поховань
| Назва                                             | Зображення | Опис |
| ------------------------------------------------- | ---------- | --- |
| Ніші (лат. Loculi, локули)                        |            | Локули (дослівно «місця») є найпоширенішою формою поховань в катакомбах. Призначені для поховання як однієї людини, так і декількох (лат. loculi bisomi, trisomi…). Робилися у вигляді чотирикутних довгастих заглиблень в стінах коридорів катакомб або в кубікулах.                                                                                                   |
| Аркосолії (лат. Arcosolium)                       |            | Аркосолій — невисока глуха арка в стіні, під нею в гробниці клали останки покійних. Таким чином, отвір гробниці розташовувався не збоку, а зверху. Цей дорожчий тип поховань відомий ще з античності. У них найчастіше ховали мучеників і використовували надгробну плиту як вівтар при відправі літургії. Частіше зустрічаються в кубікулах, ніж в коридорах катакомб. |
| Саркофаги (лат. Solium)                           |            | Відноситься до римської традиції поховання, пізніше запозиченої християнами. Не характерний для юдейських поховань. Поховання в саркофагах в катакомбах зустрічаються рідко. Саркофаги також могли розташовуватися в аркосоліях. |
| Кубікули (лат. Cubiculum) і крипти                |            | Кубікулами називалися невеликі камери, розташовані по боках основних ходів. Дослівно cubiculum означає «покій», покій для сну померлих. В кубікулах розташовувалися поховання декількох людей, найчастіше вони були родовими склепами. Знайдені кубікули, в яких нараховується до 70-ти і більше локулів різної величини, розташованих в 10 і більше рядів.             |
| Поховання в підлозі (лат. Forma — «канал, труба») |            | Зустрічаються в підлозі крипт, кубікул, рідко в основних ходах катакомб. Такі поховання часто зустрічаються неподалік поховань мучеників. |

## Види катакомб

### Християнські катакомби

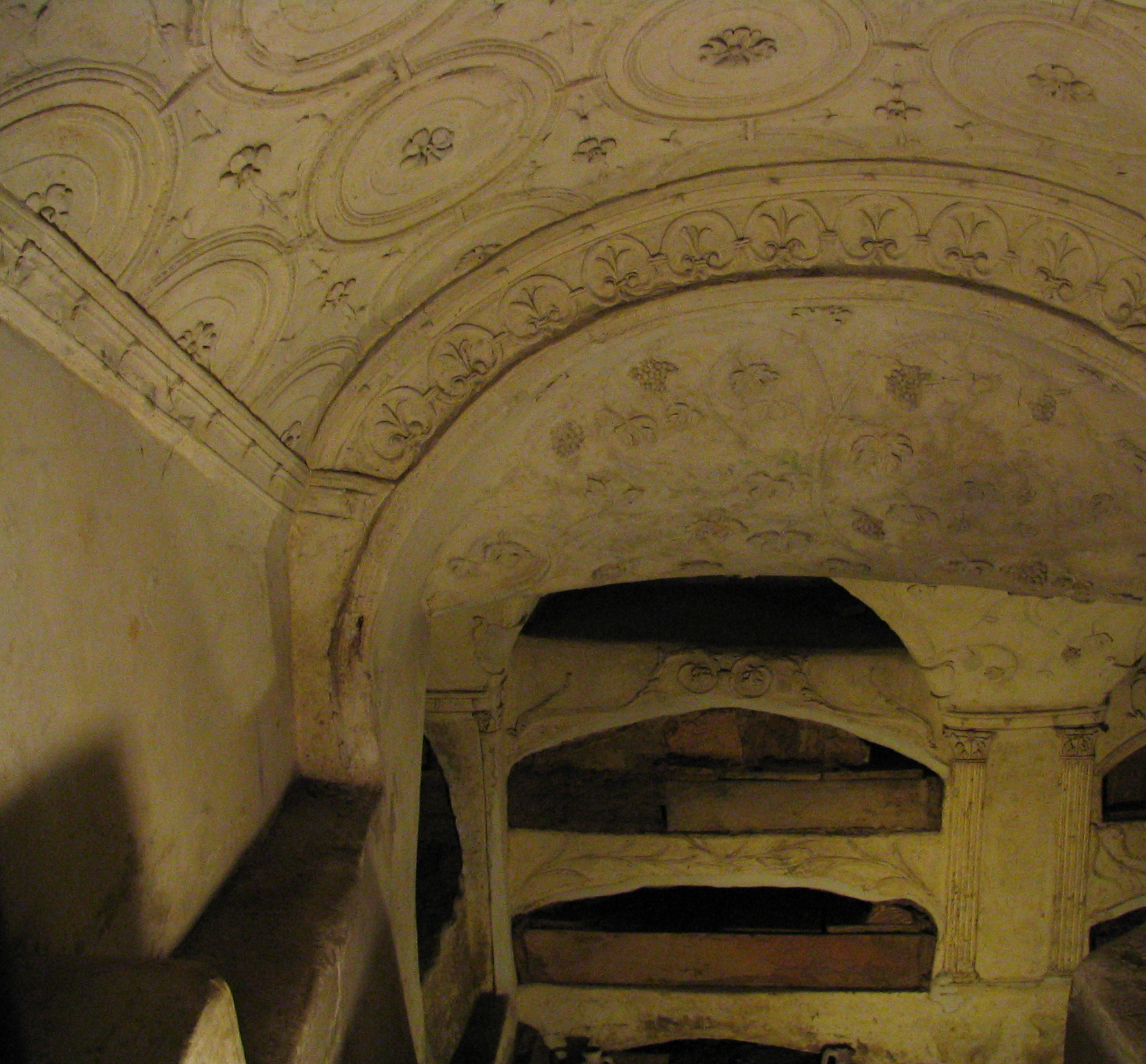
Катакомби святого Себастьяна

Катакомби святого Себастьяна (італ. Catacombe di San Sebastiano) — отримали свою назву від поховання в них ранньохристиянського мученика святого Себастьяна. Особливого інтересу заслуговують язичницькі поховання, прикрашені фресками. Тут добре спостерігається перехід від язичництва до християнства: язичницькі зображення поєднуються з християнськими написами. В глибших (і пізніших) християнських катакомбах розташована крипта святого Себастьяна, де до переносу в побудовану в V столітті над катакомбами церкву Сан Себастьяно фуорі ле Мура зберігалися мощі святого.
За переказами, в катакомбах святого Себастьяна деякий час на початку III століття зберігалися мощі апостолів Петра і Павла, страчених в Римі в I столітті. Про це зберігся напис: «Хто б ти не був, шукаючий імена Петра і Павла, ти повинен знати, що тут почивали святі».
Катакомби Домітілли (італ. Catacombe di Domitilla) — ці катакомби слугували місцем поховання язичникам і християнам. Вони розташовані на території, яка належала родині Флавіїв, однак не відомо про яку саме Домітіллу йдеться. Точно відомо лише те, що катакомби Домітілли виникли з декількох родинних поховань, і були розширені до 4 поверхів близько IV століття. Кожен поверх досягає 5 м заввишки. Тут зустрічаються ранньохристиянські символи: риба, ягня, якір, голуб.

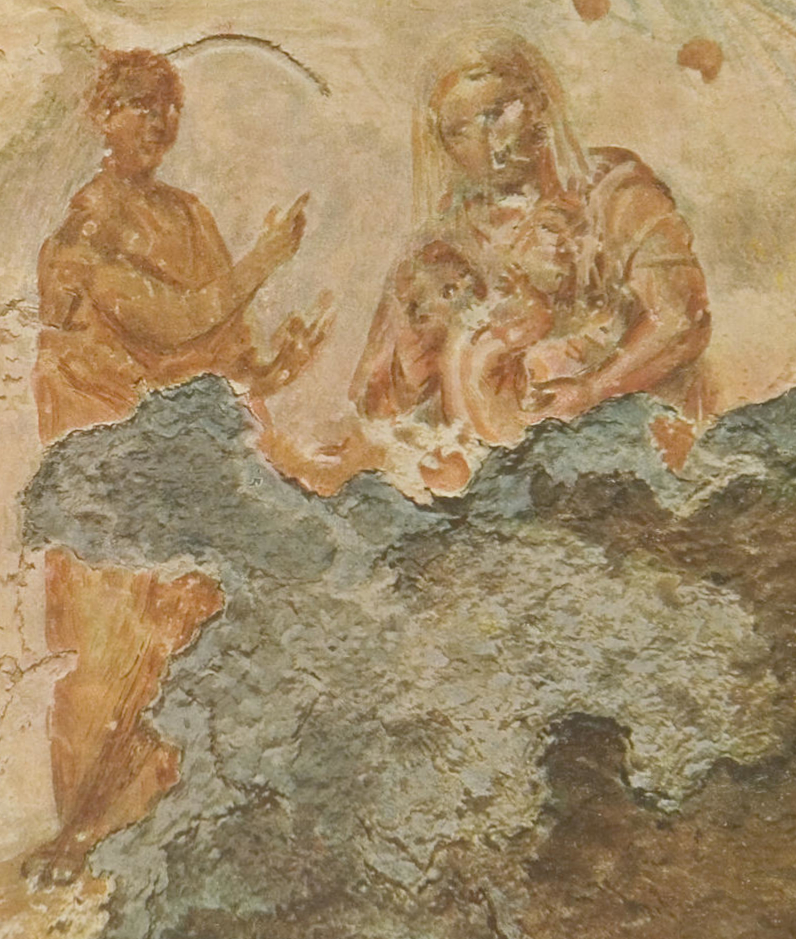
Найдавніше відоме зображення Богородиці з немовлям Ісусом (катакомби Прісцилли).

Катакомби Прісцилли (італ. Catacombe di Priscilla) — найстаріші катакомби Рима. Вони були приватним володінням родини Акілія Глабрія, римського консула. Приміщення прикрашені ранньохристиянськими фресками з яких виділяються сцена бенкету (алегорія євхаристії) в грецькій капеллі і прадавнє зображення Богородиці з немовлям і пророком (фігура ліворуч зображає пророка Ісаю або Валаама), датоване II століттям.
Катакомби святої Агнесси (італ. Catacombe di Sant'Agnese) — отримали свою назву від імені ранньохристиянської мучениці Агнеси Римської і датуються III—IV століттями. В цих катакомбах немає настінних розписів, але в двох галереях, які добре збереглися, можна знайти безліч написів.
Над катакомбами розташована базиліка Сант Ан'єзе фуорі ле Мура, побудована в 342 році дочкою імператора Костянтина Великого Констанцією. В цій базиліці зберігаються мощі святої Агнеси, перенесені з катакомб.

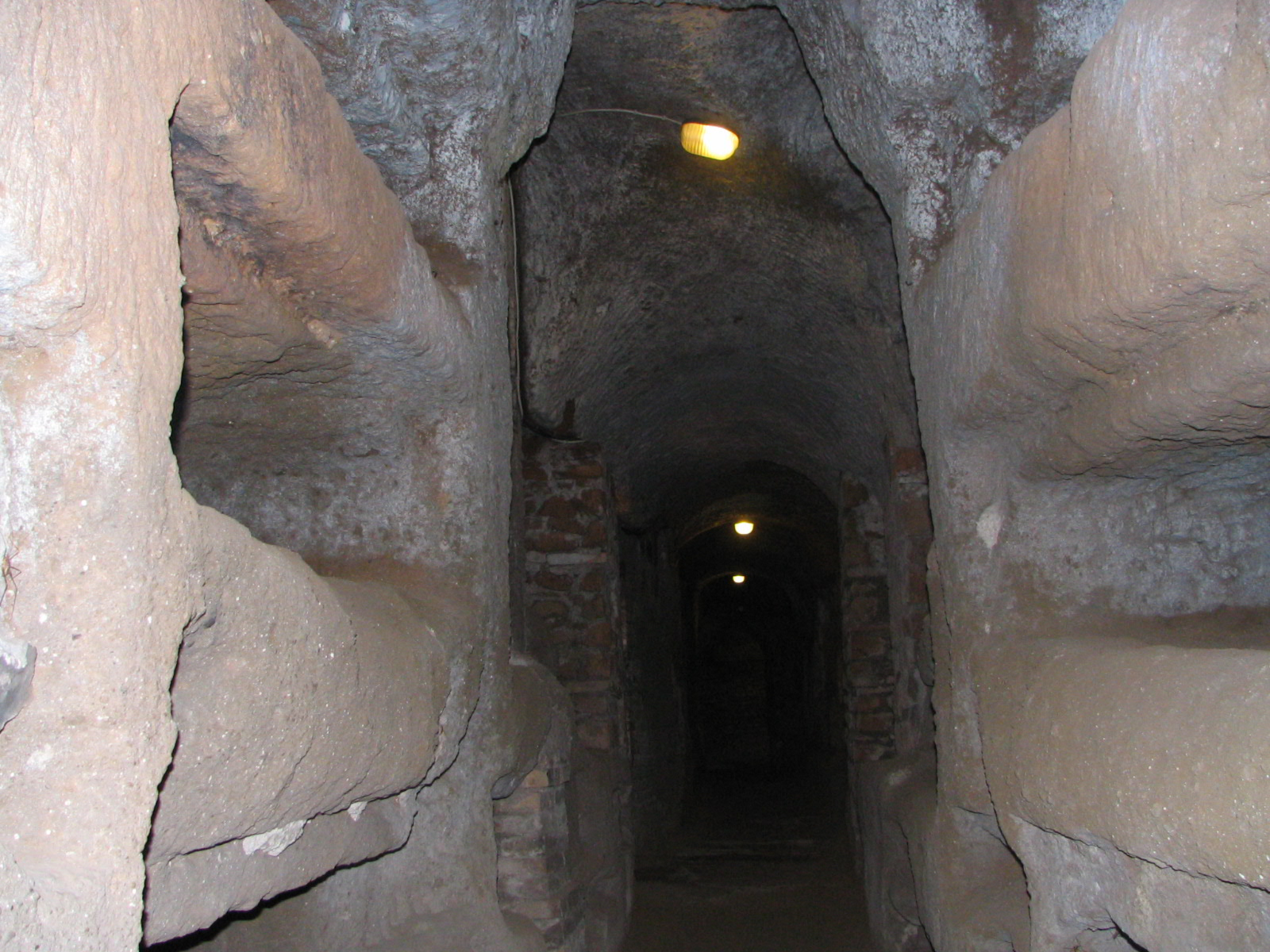
Катакомби святого Калліста з відкритими нішами

Катакомби святого Калліста (італ. Catacombe di San Callisto) — є найбільшим місцем християнського поховання давнього Рима. Протяжність катакомб становить близько 20 км, вони мають 4 рівня і утворюють справжній лабіринт. В катакомбах святого Калліста розташовані близько 170 тисяч поховань. Свою назву катакомби отримали від імені римського єпископа Калліста, який брав участь в їх облаштуванні.
Катакомби святого Калліста досліджені тільки частково. Для доступу відкрита крипта пап, в якій було поховано 9 римських єпископів III століття, а також крипта святої Цецилії (Кікілії), де в 820 році були знайдені мощі цієї святої. Стіни крипти прикрашають фрески з зображенням мучеників Севастіана, Кіріна і Кікілії.
В печері Святих Таїнств (італ. Cubicolo dei Sacramenti) збереглися фрески з зображенням таїнств хрещення і євхаристії. Також зберіглося багато символічних зображень: рибалка, що витягує рибу (символ порятунку людини з хвиль гріховного моря); сім людей, що сидять за столом (таїнство євхаристії); Лазар (символ воскресіння).

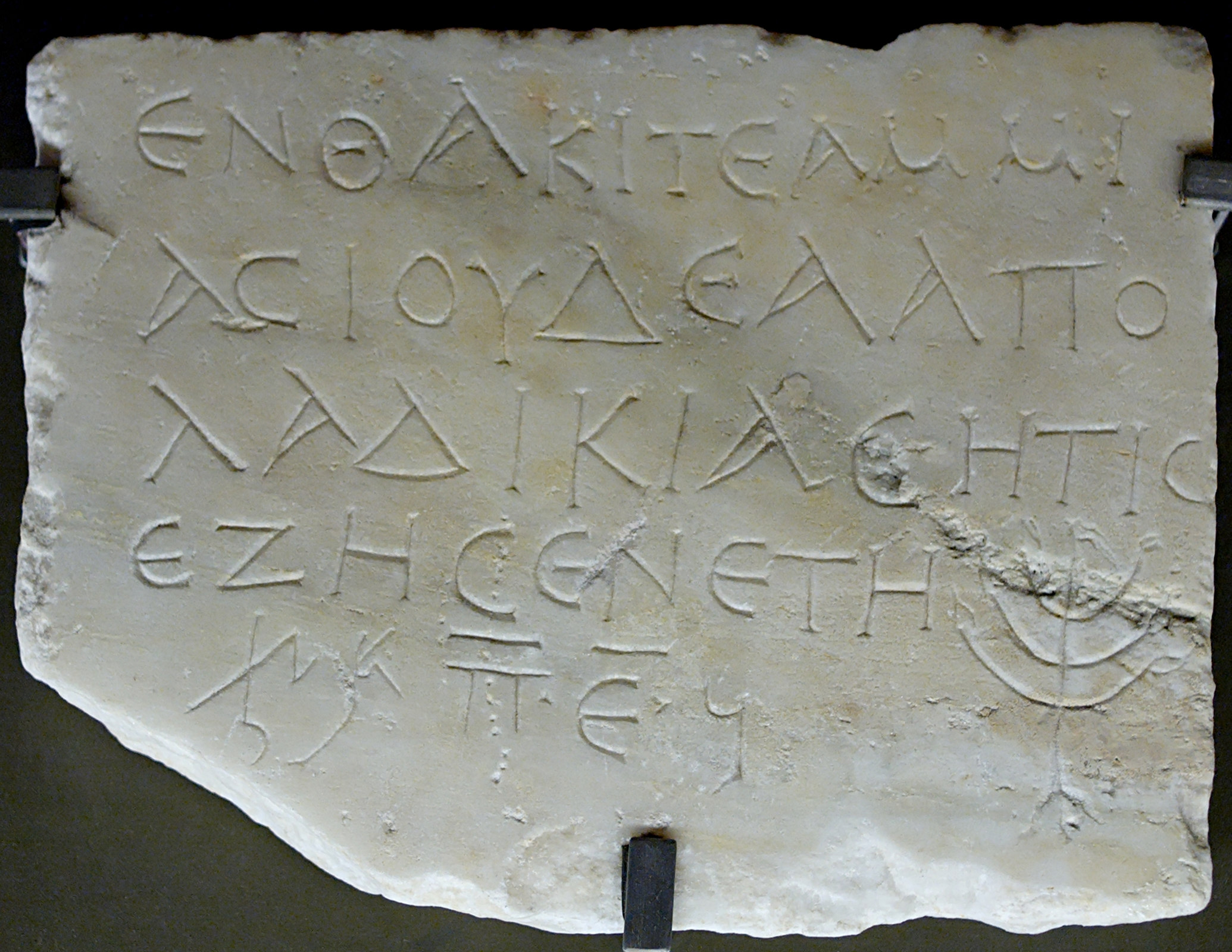
Епітафія із зображенням менори з юдейських катакомб

### Юдейські катакомби
Відомі археологам юдейські катакомби в Римі знаходяться під Villa Torlonia і Vigna Randanini (відкриті в 1859 році). Вхід в катакомби під вілла Торлонія був замурований на початку XX століття, лише в кінці століття було вирішено їх відреставрувати і відкрити для відвідувачів. На думку дослідників, дані катакомби є попередниками християнських катакомб: знайдені поховання датуються 50 роком до н. е. (вік поховань встановлювався за допомогою радіовуглецевого аналізу).
За своїм архітектурним планом юдейські катакомби практично не відрізняються від християнських. Основна відмінність полягає в наступному: спочатку виникли не коридори, а окремі склепи, які пізніше були поєднані ходами. Ходи в цілому ширше ніж в християнських катакомбах. Їх стіни також прикрашені фресками з зображенням символів і фігур, наприклад, менори, квітів, тварин (качок, риб, павичів), проте серед малюнків відсутні зображення сцен зі Старого Заповіту.

### Синкретичні катакомби
До синкретичних катакомб Рима належать: підземні храми (hypogeum) degli Aureli, Trebius Justus, Vibia. Тут можна зустріти суміщення християнства, грецької і римської філософії. Можливо, це були поховання однієї секти гностиків. До прикладів таких катакомбних храмів відноситься підземна базиліка, знайдена в 1917 році в районі римського вокзалу Терміні. Храм, прикрашений гіпсовими барельєфами, використовувався в I столітті до н. е. як місце зустрічей неопіфагорійців.

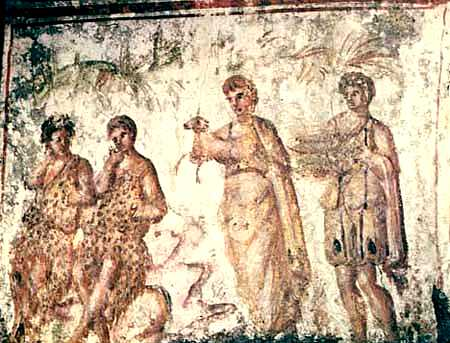
Адам і Єва з синами. Катакомби на Віа Латіна

### Катакомби на Віа Латіна
Багато прикрашені катакомби на Via Latina (офіційна назва — Catacomba di Dino Compagni, бл. 350 р.), знайдені в 1955 році, були приватним похованням однієї або декількох родин. Вони не відносяться до синкретичних катакомб, можливо, тут здійснювалися поховання як язичників, так і християн (всього близько 400 поховань). Ці катакомби цікаві тим, що в них можна побачити зображення сцен зі Старого і Нового Заповіту в новій іконографії. Так Адам і Єва зображені в одязі зі шкір сидячи на камені, обоє підпирають рукою підборіддя; Єва сумно дивиться на Адама. Також «нове» зображення пророка Валаама з ослицею (середина IV століття).

## Символи і декор

### Загальна характеристика
Стіни близько 40 катакомб (особливо стіни склепів) прикрашені фресками (рідше мозаїками), що зображають сцени з Старого і Нового Заповітів, язичницьких міфів, а також різноманітними християнськими алегоричними символами (іхтіс, «Добрий Пастир»). До найдавніших зображень відносяться сцени «Поклоніння волхвів» (збереглося близько 12 фресок з цим сюжетом), які датуються II століттям. Також до II століття відноситься поява в катакомбах зображень акроніму ΙΧΘΥΣ або символізуючої його риби. В юдейських катакомбах на Аппієвій дорозі зустрічаються зображення менори. Присутність в місцях поховань і зборів перших християн зображень як біблейської історії, так і святих свідчить про ранню традицію шанування священних зображень.
До інших розповсюджених символічних образів, частково запозичених з античної традиції, в катакомбах відносяться:

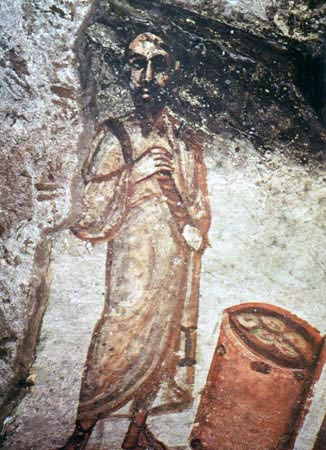
Апостол Павло (фреска IV століття)

- якір — образ надії (якір є опорою корабля в морі, надія виступає опорою душі в християнстві);
- голуб — символ Святого Духа;
- фенікс — символ воскресіння;
- орел — символ юності;
- павич — символ безсмерття (на думку давніх людей його тіло не піддавалося розкладанню);
- півень — символ воскресіння (крик півня пробуджує, а пробудження на думку християн повинно нагадувати віруючим про Страшний суд і загальне воскресіння мертвих);
- агнець — символ Ісуса Христа;
- лев — символ сили і могутності;
- оливкова гілка — символ вічного миру;
- лілія — символ чистоти (розповсюджено через вплив апокрифічних історій про вручення архангелом Гавриїлом Діві Марії при Благовіщенні квітки лілії);
- виноградна лоза і кошик з хлібом — символи євхаристії.

Дослідники відмічають, що християнський фресковий живопис в катакомбах являє собою (за винятком новозавітних сцен) ті ж символи й події біблійної історії, які присутні в юдейських похованнях і синагогах того періоду.
Більшість зображень в римських катакомбах виконані в елліністичному стилі, що панував в Італії в II—III століттях, тільки символ іхтіс має східне походження. На думку Йосипа Вільперта, при датуванні зображень важливе значення має манера і стиль їх виконання.

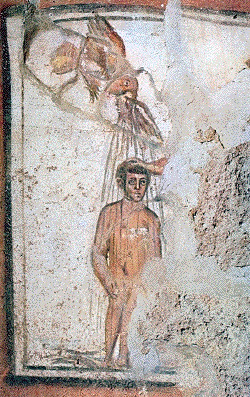
Хрещення Господнє (фреска початку III століття)

| Добрий стиль виражений тут особливо в легкому делікатному накладанні фарб і в правильності малюнку; фігури — чудових пропорцій, а рухи відповідають дії. Недоліки з'являються і накопичуються особливо, починаючи з другої половини третього століття, у вигляді грубих помилок в малюнку, зелених відблисків в інкарнаті, в грубих контурах, непокритих живописом, і широких облямівках, що обрамували сцени. Далі, достовірним критерієм є одяг і його прикраси: туніка безрукавки вказує на фрески раніше III століття; до III століття відноситься далматика ранньої форми; далматика з модними, неймовірно широкими рукавами, вказує на фрески IV століття. Круглі пурпурні нашивки з'являються з другої половини III і особливо в IV столітті; у найдавнішу епоху прикраси обмежуються вузьким «клавом». |

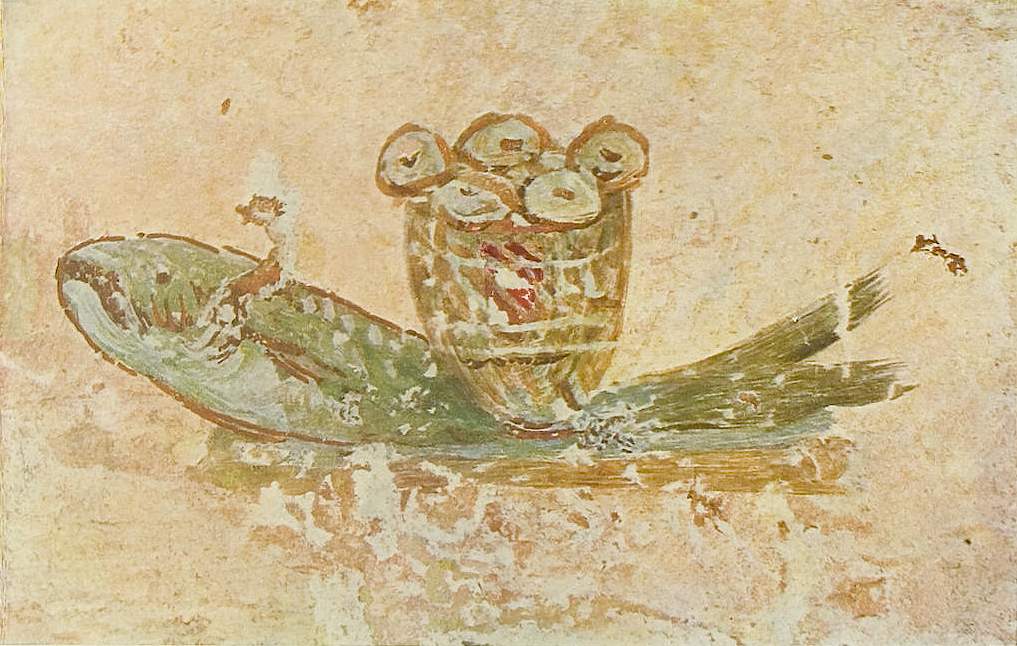
Євхаристичний хліб і риба (катакомби святого Калліста)

Для раннього періоду (I—II століття) притаманні ніжні, тонкі облямівки навколо фресок, використання світлих тонів і загальний блідо-палевий фон крипт, на яких деякі фрески сдаються монохромними. Поступово елліністична художня манера замінюється іконописною майстерністю: тіла починають зображувати матеріальнішими, що особливо помітно завдяки вохрі в карнації, яка робить фігури важкими. Мистецтвознавець Макс Дворжак вважає, що катакомбний живопис відображає формування нового художнього стилю: тривимірний простір змінюється абстрактною площиною, відбувається заміна реального зв'язку між тілами і предметами їх символічними взаєминами, все матеріальне пригнічується заради досягнення максимального натхнення.
Зображення сцен з міфів в катакомбному живописі зустрічається набагато рідше (Деметра і Персефона, Амур і Психея). Часто антична традиція зображення тих або інших персонажів (у тому числі декоративні мотиви: медуза, тритони, ероси) була перейнята християнами.

### ЗображенняІсуса Христа
В катакомбному живописі відсутні зображення на тему Страстей Христових (немає жодного зображення розп'яття) і Воскресіння Христа. Серед фресок кінця III — початку IV століть часто зустрічаються сцени, що зображають Христа, який творить дива: примноження хлібів, воскресіння Лазаря (існує понад 50 зображень). Ісус тримає у руках свого роду «чарівну паличку», що є античною традицією зображення див, також перейнятою християнами.
| Назва         | Зображення | Опис |
| ------------- | ---------- | --- |
| Орфей         |            | Це християнізовані зображення язичницького персонажу, Орфея. В руці він тримає кіфару, іноді в оточенні тварин у фригійському ковпаку та східному одязі. Значення інших язичницьких персонажів (Геліос, Геракл) також були переосмислені. |
| Добрий Пастир |            | Більшість зображень Доброго Пастиря в катакомбах відноситься до III—IV століттям. Виникнення та розповсюдження цього символічного зображення Ісуса відноситься до періоду гонінь на перших християн і виникло на основі сюжету євангельської притчі про заблудлу вівцю. Добрий Пастир зображений у вигляді юнака без бороди, здебільше з коротким волоссям, одягнений в туніку. Іноді він стоїть спершись на палицю, чи в оточенні овець і пальм. |
| Хрещення      |            | Зображення, що часто зустрічається, в катакомбному живописі. Існує в двох варіантах: євангельська розповідь про Хрещення Господнє від Іоана Предтечі і просто зображення таїнства хрещення. Головною відмінністю між сюжетами виступає символічне зображення Святого Духу у вигляді голуба на фресках Хрещення Господня. |
| Вчитель       |            | При зображенні Христа-Вчителя йому надавалася зовнішність античного філософа, одягненого в тогу. Учні, що оточують його, зображуються як юнаки, на зразок студентів античних шкіл. |
| Христос       |            | Такі зображення відрізняються від античної традиції: обличчя Ісуса приймає строгіший і виразніший характер. Волосся зображується довгим, часто з проділом посеред голови, додається борода, інколи розділена на дві частини. З'являється зображення німба. |

### Зображення Оранти
Оранта — одне з зображень, що найчастіше зустрічаються, в катакомбах — спочатку як персоніфікація молитви, а потім як образ Богородиці. В кінці III—IV століттях у вигляді Орант (тобто тих, хто молиться) змальовували похованих в катакомбах, як жінок, так і чоловіків.
| Назва            | Зображення | Опис |
| ---------------- | ---------- | --- |
| Оранта з дитиною |            | Оранта з дитиною (перша половина IV століття) знаходиться в кубікулі della Madonna orante в coemeterium Maius, точно не відомо чи зображена тут Богородиця.                                                                                      |
| Оранта           |            | Оранта в «кубікулі п'яти святих» в катакомбі св. Калліста. Поряд з жіночою фігурою Dionysas розташована чоловіча під ім'ям Nemesius, до обох імен додано in расі. Тут померлі змальовані у вигляді Орант в райському саду серед квітів і птахів. |

### Сцени зі Старого Заповіту
В римських катакомбах часто зустрічаються сцени з Старого Заповіту, наприклад, Мойсей біля джерела в скелі, Ной в ковчезі, Даниїл в ямі зі левами, три отроки в пещі вогняній, три отроки і Навуходоносор.
| Назва                      | Зображення                 | Опис |
| -------------------------- | -------------------------- | --- |
| Адам і Єва                 |                            | Зображення біблейських прабатьків людства зустрічається в різних варіантах: у сцені гріхопадіння, разом з їх дітьми. Поява цього зображення в ранньохристиянському живописі обумовлена виникненням в християнському віровченні сприйняття Ісуса Христа як нового Адама, що викупає своєю смертю Перворідний гріх. |
| Іону викидають в море      |                            | Зображення Іони можна часто зустріти в катакомбах. Автори розписів представили не тільки основу біблейського сюжету про Іону, але також деталі: корабель, величезну рибу (іноді у вигляді морського дракона), альтанку. Іона зображений відпочиваючим або сплячим, втілюючи «сплячих» в кубікулах і саркофагах катакомб. Поява зображень Іони пов'язана з пророцтвом Христа про своє триденне перебування в труні, в яких він зіставив себе з Іоною (Мф.). |
| Три отроки в пещі вогняній | Три отроки в пещі вогняній | Появу таких зображень відносять до IV століття, що було пов'язане з виникненням шанування трьох вавилонських отроків як сповідальників, що залишилися вірними своїй вірі серед іновірців (що було для перших християн символічне). |

### Аґапи

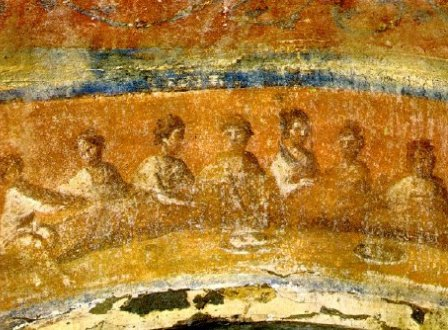
Аґапе (фреска з катакомб святої Присциссли)

Зображення аґап — «Трапез Любові», які християни влаштовували в катакомбах на згадку про євангельську Таємну вечерю і на яких здійснювали таїнство євхаристії, є вельми поширеним сюжетом катакомбного живопису. По зображенням аґап історики літургіки відновлюють традиції богослужіння ранньохристиянських общин.
Найцікавіша для вивчення ранньохристиянської обрядовості фреска II століття із зображенням аґапе, виявлена в 1893 році.
| За напівкруглим столом лежать шість учасників вечері, а праворуч столу розташований бородатий чоловік, який заломлює хліб. Біля його ніг стоїть чаша і два блюда: одне — з двома рибами, інше ж — з п'ятьма хлібами. |

Кількість змальованих хлібів і риб нагадує євангельське диво множення хлібів. З аналізу зображень аґап дослідники прийшли до висновку, що в ранньохристиянських общинах віруючі отримували хліб з рук настоятеля безпосередньо в свої руки, а потім по черзі відпивали вино з чаші.

### Написи в катакомбах

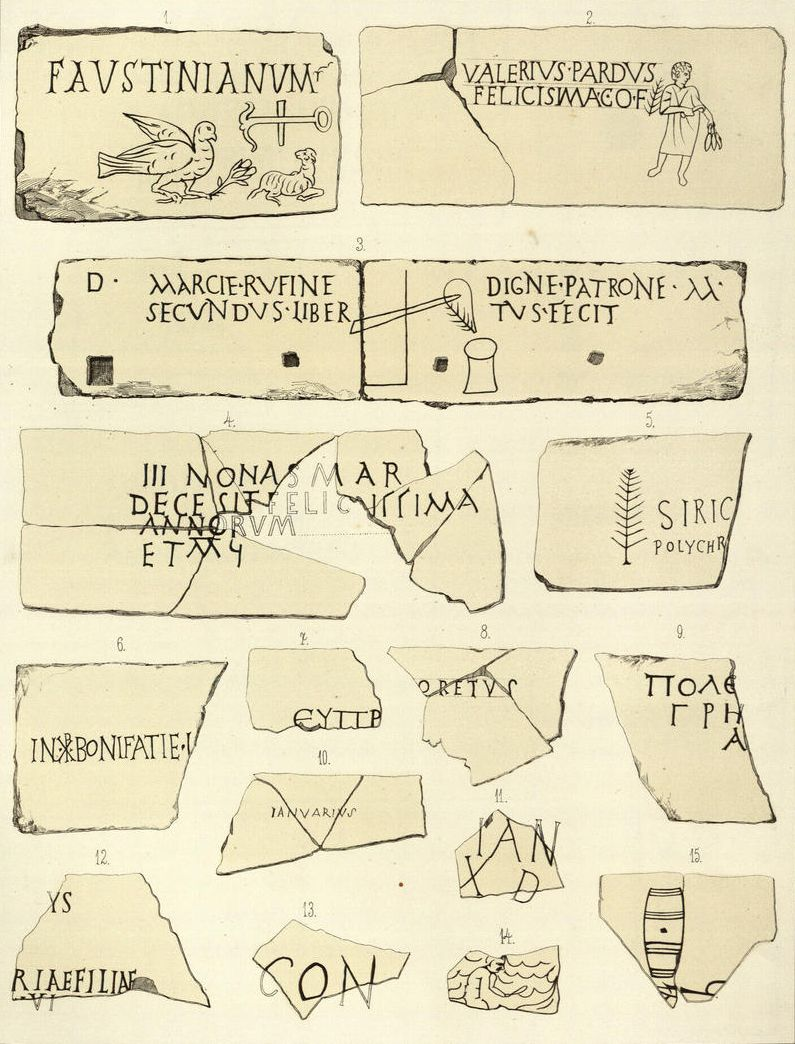
Взірці катакомбних написів

Збірку написів з римських катакомб, яка на сьогодні становить 10 томів, розпочав у 1861 році де Россі, продовжив з 1922 року Анджело Сільван'ї, потім Антоніо Ферруа.
Джованні Батіста де Россі відкрив катакомби святого Калліста завдяки фрагменту мармурової таблички з написом NELIUS MARTYR. Вчений передбачив, що йдеться про мученика Корнелія (CORNELIUS), який, за джерелами де Россі, повинен був бути похований в катакомбах. Пізніше, в крипті пап де Россі виявив другу частину таблички з написом EP (Episcopus).
Безліч написів на локулах латинською і грецькою (грец. ZOE — «життя») мовами. Іноді латинські слова написані грецькою, або в одному слові зустрічаються букви з цих мов. В катакомбних написах зустрічаються назви видів поховань: arcosolium (arcisolium, arcusolium), cubiculum (cubuculum), forma, імена фоссорів, опис їх діяльності.

## Відвідування катакомб
З усіх катакомб Рима для відвідувачів у складі екскурсії, з обов'язковим гідом, відкриті лише 6 (вищеперераховані християнські катакомби, а також катакомби святого Панкратія). В інших катакомбах немає електричного освітлення, їх можна відвідати за наявності дозволу папської комісії священної археології. До найцікавіших відносяться найбагатші розписами катакомби святих Петра і Марцелліна (III—IV ст.) на Via Casilina.

## В культурі
живопис:
- Ш. Ленепвьйо «Поховання мучеників в катакомбах» (1855 рік)
- В Державному музеї образотворчих мистецтв імені О. С. Пушкіна зберігається колекція акварельних копій (близько 100 акварелей) ранньохристиянських розписів катакомб Рима російського художника-аквареліста Ф. П. Реймана (1842—1920). Рейман працював над копіями з катакомб (Домітілли, Калліста, Петра і Марцелліна, Претестата, Прісцилли, Тразона і Сатурніна) 12 років з 1889 р. на замовлення І. В. Цвєтаєва[42].

література:
- В «Подорожі до Італії» (нім. Italienische Reise) Ґете описує своє неприємне враження від задушливих коридорів катакомб святого Себастьяна[43].

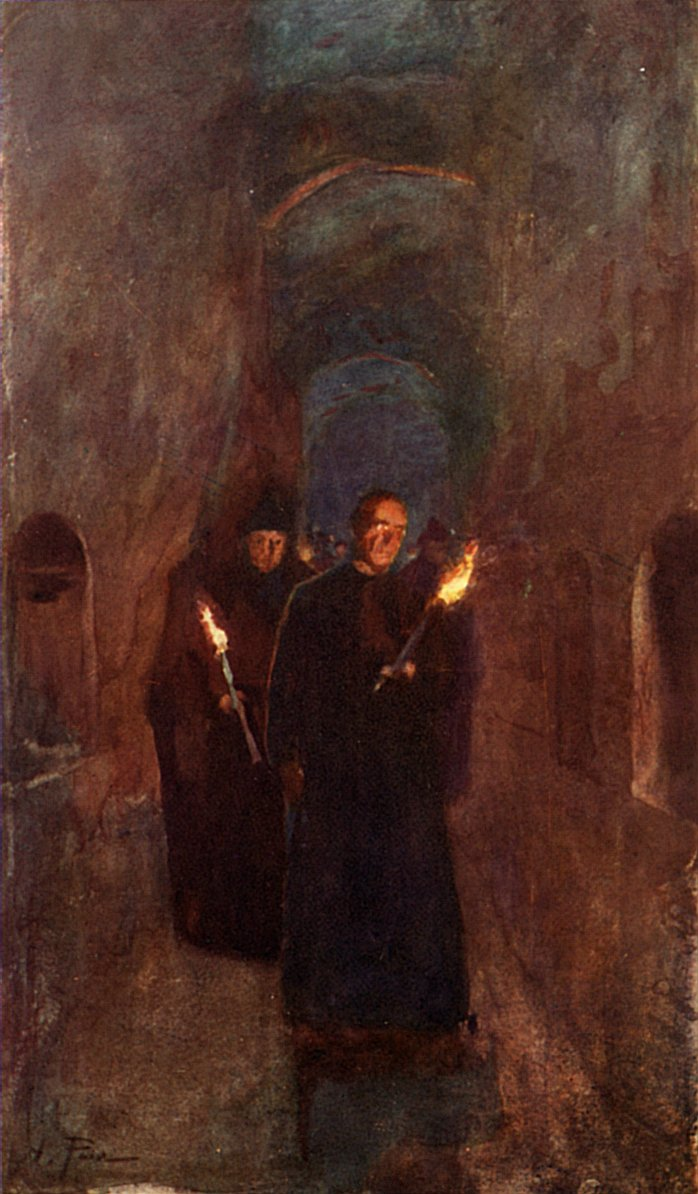
Процесія в катакомбах святого Калліста

- Деякі епізоди роману Олександра Дюма-батька «Граф Монте-Крісто» (Монте-Крісто і Франц д'Епіне рятують захопленого розбійниками Альбера де Морсера, Данглар вимушений віддати викрадені ним гроші розбійникам) відбуваються в катакомбах святого Себастьяна.
- Генрик Сенкевич. Роман «Камо грядеши» (описані збори християн I століття в римських катакомбах, проте такі збори почалися не раніше другої половини II століття).
- Р. Мональді, Ф. Сорті. «Imprimatur: До друку». Історичний детектив. М: АСТ, 2006. ISBN 5-17-0333234-3
- Чарльз Діккенс в «Картинах Італії» (англ. Pictures from Italy) описав свої враження від відвідування катакомб святого Себастьяна (єдині з відомих в 1840-х роках):

| Виснажений монах-францисканець з диким палаючим поглядом, був єдиним нашим провідником в цих глибоких і страшних підземеллях. Вузькі проходи і отвори в стінах, що йшли то в один, то в інший бік, у поєднанні зі спертим, важким повітрям незабаром витіснили будь-який спогад про дорогу, якою ми йшли. Ми проходили поміж могил мучеників за віру: йшли по довгих склепінчастих підземних дорогах, що розходилися у всіх напрямках і перегороджених подекуди кам'яними завалами. Могили, могили, могили! Могили чоловіків, жінок і їх дітей, що вибігали назустріч переслідувачам, кричучи: «Ми християни! Ми християни!», щоб їх убили разом з батьками; могили з грубо висіченою на кам'яних гранях пальмою мучеництва; маленькі ніші, вирубані в скелі для зберігання посуду з кров'ю святого мученика; могили деяких з них, хто жив тут багато років, керуючи останніми і проповідуючи істину, надію і втіху в грубо складених вівтарів, таких міцних, що вони стоять там і зараз; великі по розмірах і ще страшніші могили, де сотні людей, захоплених переслідувачами зненацька, були оточені і наглухо замуровані, поховані живцем і повільно вмирали голодною смертю. Торжество віри не там, на землі, не в наших розкішних церквах, — сказав францисканець, обкидаючи нас поглядом, коли ми зупинились відпочити в одному з низьких проходів, де кістки і прах оточували нас з усіх сторін, — її торжество тут, посред мучеників за віру! |

музеї:
- Музей Піо-Крістіано у Ватикані присвячений зібранню ранньохристиянських витворів мистецтв, знайдених в римських катакомбах: мармурові язичницькі і християнські саркофаги, статуї, таблички з написами латинською та грецькою мовами.
- В музеї сакрального мистецтва в бібліотеці Ватикану (італ. Museo Sacro) знаходяться артефакти з римських катакомб і церков: лампи з юдейськими та християнськими символами, вироби зі скла, медальйони.
- В музеї К'ярамонті в Ватикані представлено безліч саркофагів I—IV ст.
- Частину колекції античного періоду Національного римського музею складають юдейські саркофаги, таблички з написами, велика кількість артефактів з язичницьких гробниць.